# Prise de Yorktown
La Prise de Yorktown est un tableau d'Auguste Couder, peint en 1836. Il s'agit de l'une des œuvres visibles dans la galerie des Batailles, au château de Versailles, en France.

## Description
La Prise de Yorktown est une huile sur toile, de 4,65 m de haut sur 5,43 m de long. Elle représente une scène de la bataille de Yorktown, en 1781.
Le tableau représente l'État-major de Washington au moment de la prise de Yorktown. Les deux personnages centraux sont le général Rochambeau à gauche et le général Washington à droite. Derrière les deux hommes, on reconnait le marquis de La Fayette et à droite de Washington se trouve le marquis de Saint Simon. À gauche, sur un cheval et tournant le dos, on devine qu'il s'agit du duc de Lauzun. À droite du Général Washington, le  comte de Ménonville qui commanda le siège de Yorktown.

## Localisation
L'œuvre est située dans la galerie des Batailles, dans le château de Versailles. Les toiles de la galerie étant disposées par ordre chronologique, elle est placée entre celles représentant la bataille de Lawfeld (1747) et la bataille de Fleurus (1794).
Une copie est conservée à l'ambassade de France à Washington.

## Historique
En 1833, le roi Louis-Philippe, au pouvoir depuis trois ans, décide de convertir le château de Versailles en musée historique de la France. La galerie des batailles est inaugurée en 1837. Trente-trois toiles monumentales y sont disposées, dépeignant des épisodes militaires de l'histoire de France.
Auguste Couder peint la toile en 1836.